# Atilio Francia
Atilio Giampiero Francia Raffo (Perú, 29 de mayo de 1985) es un exfutbolista peruano. Jugaba de delantero y en el año 2008 fue el máximo goleador de la Segunda División Peruana jugando por Hijos de Acosvinchos. Tiene 39 años.

## Clubes
| Club                    | País | Año       |
| ----------------------- | ---- | --------- |
| Unión de Campeones      | Perú | 2004      |
| América Cochahuayco     | Perú | 2005      |
| Sport Áncash            | Perú | 2006      |
| Atlético Torino         | Perú | 2007      |
| Hijos de Acosvinchos    | Perú | 2008      |
| Inti Gas                | Perú | 2009-2010 |
| Alianza Unicachi        | Perú | 2011      |
| San Agustín             | Perú | 2012      |
| Estudiantes Condestable | Perú | 2012      |
| San Agustín             | Perú | 2013      |
| San Agustín             | Perú | 2015      |